# Treat Her Right
Treat Her Right è un EP della cantante Nikka Costa, pubblicato dalla Mushroom Records nel 1996.

## Tracce
1. Treat Her Right (Single Mix) – 4:13
2. Treat Her Right (Red Thread Zen Mix) – 3:50
3. Skin – 4:18